# Nœud en queue de cochon
Le nœud en queue de cochon, encore appelé nœud de vache ou nœud de ménagère, est un nœud courant servant à relier deux extrémités d'un cordage de même diamètre, typiquement, pour les lacets de chaussures.
On l'emploie habituellement de façon involontaire : on croit faire deux demi-clés identiques, mais comme les extrémités changent de main au cours du laçage, ce n'est pas le cas. Il faut toujours lui préférer le nœud plat, qui ne glisse pas, ne change pas l'orientation des cordages qui ont servi à le faire, et est bien plus simple à défaire.
Le nœud en queue de cochon est constitué de deux demi-clés dans le même sens, ce qui change l'orientation des cordages, glisse et coince très fortement les cordages. Il est alors très difficile de le défaire.